# Steropleurus eclipticus
Steropleurus eclipticus är en insektsart som beskrevs av Barat 2004. Steropleurus eclipticus ingår i släktet Steropleurus och familjen vårtbitare. Inga underarter finns listade i Catalogue of Life.